# Mount Panorama Circuit
Mount Panorama Circuit ist eine Motorsport-Rennstrecke in Bathurst, New South Wales, Australien. Die 1938 eröffnete Strecke ist nicht nur die älteste, sondern auch international renommierteste Rennstrecke Australiens.

## Geschichte

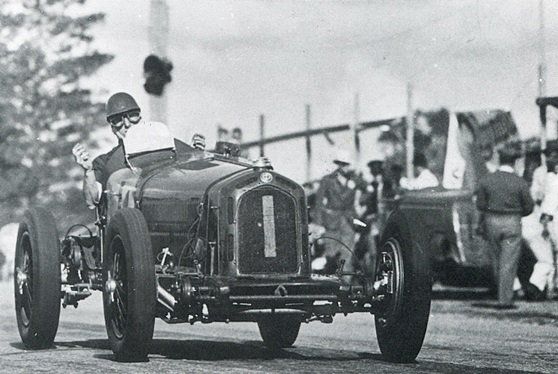
Bathurst Grand Prix 1940 – Alfa Romeo „Monza“ von Alf Barrett

Die Geschichte des Rennsports in der Region reicht bis in die 1900er Jahre zurück. Ein Mann namens Dr. Machattie überredete zwei einheimische Unternehmer, in seinem dampfbetriebenen Thomson eine Strecke von 793 km von Melbourne nach Bathurst zu fahren. Ab 1906 wurden Rennen auf verschiedenen Rundkursen ausgetragen, die aus öffentlichen Straßen mit Schotter- und Asphaltbelag bestanden. Bis 1913 wurden die Rennen auf dem 33,0 km langen Peel-Limekilns-Circuit ausgetragen, dann von 1914 bis 1925 auf dem 24,9 km langen Yetholme-Circuit. Von 1926 bis 1930 kam der 100,6 km lange Sunny Corner-Circuit (auch bekannt als Mount Horrible-Circuit) und von 1931 bis 1937 der 11 km langen Vale-Circuit zum Einsatz.
Mitte 1936 wurde mit dem Bau der Mount-Panorama-Rennstrecke begonnen. Dabei entstand die Strecke als Teil eines Arbeitsbeschaffungsprogrammes unter vergleichbaren Umständen wie die Nürburgring Nordschleife in Deutschland etwa 10 Jahre zuvor. Eröffnet wurde der Rundkurs am 17. März 1938 von Bürgermeister Martin Griffin und Arbeitsminister Eric Spooner als Mount Panorama Scenic Drive. Das erste Rennen fand am 16. April 1938 vor 20.000 Zuschauern statt.
In der Geschichte des Kurses fanden Rennen in vielen Klassen von Monoposto- bis zu Motorrad-Rennen statt. Der ungewöhnliche Verlauf der Strecke mit langen Geraden in der Ebene und einer engen, steilen Kurvensektion am Hang des Mount Panorama, sowie nicht mehr zeitgemäße Sicherheitseinrichtungen begrenzen das Spektrum der heute dort ausgetragenen Rennen auf Tourenwagenrennen wie die V8 Supercars mit dem Bathurst 1000.
1986 wurde die lange Conrod Straight mit der „The Chase“ genannten Schikane entschärft um die hohen Geschwindigkeiten bei Erreichen der letzten Kurve etwas einzubremsen.
Der Formel-1-Weltmeister von 1967, Denis Hulme, starb 1992 am Steuer eines Wagens auf der Conrod Straight an einem Herzinfarkt, nachdem er den Wagen an der Streckenbegrenzung abgestellt hatte. 2006 starb der Neuseeländer Mark Porter bei einem Rennen der V8-Supercar-Serie, als sein Fahrzeug, nach einem Fahrfehler quer auf der Strecke stehend, von einem anderen Wagen mit nahezu unverminderter Geschwindigkeit auf der Fahrerseite getroffen wurde.
2017 unterbot Scott McLaughlin den Rundenrekord von Jamie Whincup (2:04.744 Min.) um rund 0,8 Sekunden. Mit 2:03.831 Minuten sicherte sich McLaughlin im Top-Ten-Qualifying der Virgin Australia Supercars Championship beim Bathurst 1000 die Pole-Position.

## Streckenbeschreibung
Die Strecke ist 6,213 km lang und weist einen Höhenunterschied von 174 m und Anstiege mit bis zu 16 % Steigung auf. Der höchste Punkt liegt 862 m über dem Meeresspiegel. Die erste lange Gerade, die bergauf führende Mountain Straight ist 1,111 km lang. Die bergab führende Conrod Straight gar 1,916 km.
Der Kurs verläuft über öffentliche Straßen, die für Rennveranstaltungen gesperrt werden. Am Kurs liegen die Zufahrten von etwa 40 Anwohnergrundstücken.
In der letzten Kurve an der Murray’s Corner befindet sich das National Motor Racing Museum, in dem eine Sammlung von Erinnerungsstücken an Motorrad- und Autorennen aus dem ganzen Land ausgestellt ist.

## Siehe auch

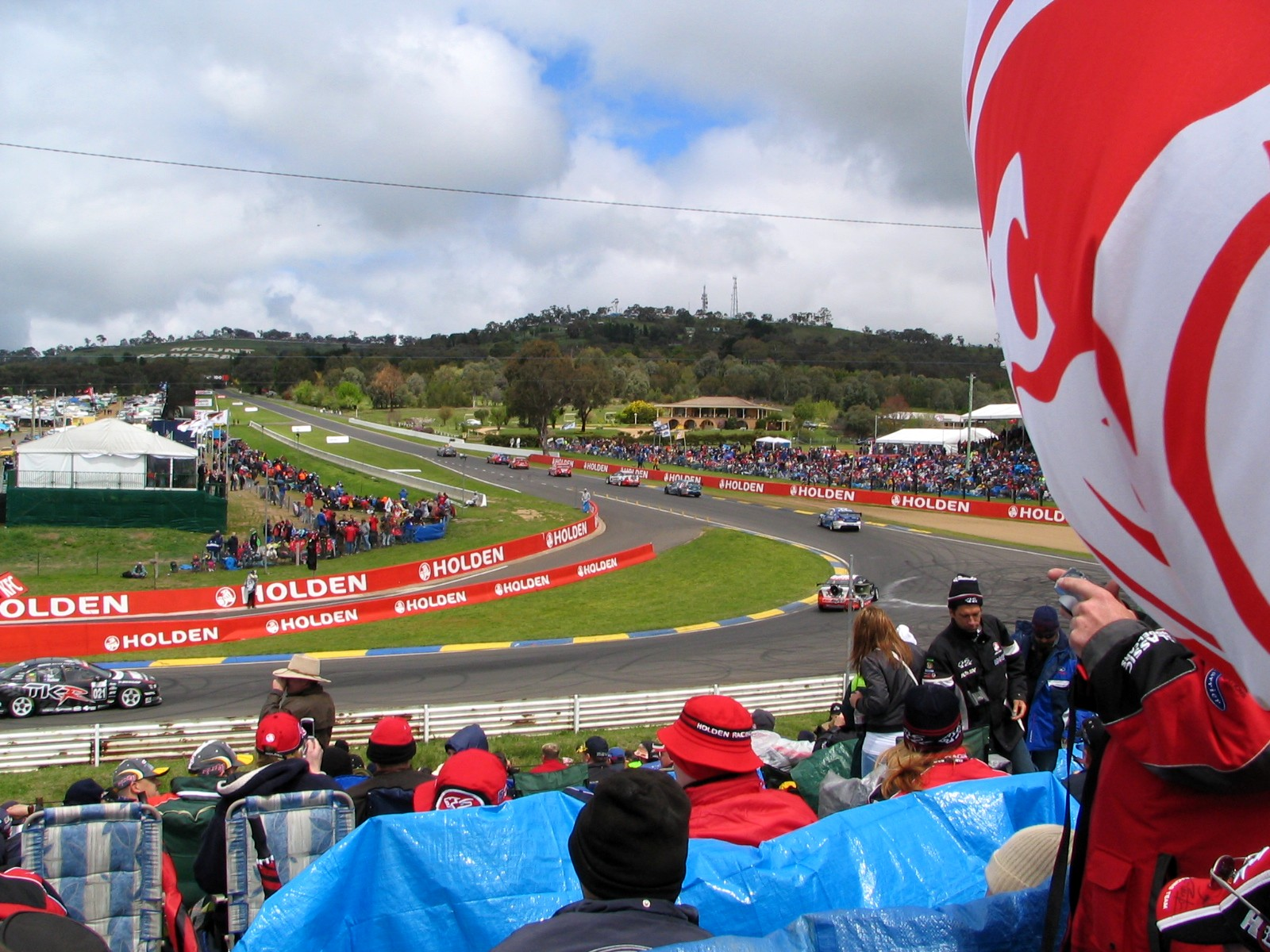
Mount Panorama Circuit